# Rio Arseneasca
O Rio Arseneasca é um rio da Romênia afluente do rio Moldova, localizado no distrito de Suceava.